# Сидоров, Александр Артемьевич
Александр Артёмович Сидоров (20 апреля 1942, Атбасар, Акмолинская область — 28 июля 2023, Астана) — Заслуженный тренер СССР, Заслуженный тренер Казахской ССР (тяжёлая атлетика).

## Биография
С 14 лет начал заниматься тяжелой атлетикой и даже повторил мировое достижение в классическом толчке среди юношей. Был призёром первенств Казахстана.
Окончил Омский государственный институт физической культуры. Вернувшись в Атбасар, занялся тренерской деятельностью.
В 1969 года — председатель Атбасарского добровольного спортивного общества «Кайрат».
В период с 1975 по 1980 год команда Атбасара становилась чемпионом области, появляются первые мастера спорта. Это учащиеся СПТУ-59 Бекбахыт Мананбаев, ставший впоследствии бронзовым призёром Кубка СССР, девятиклассники СШ № 3 Анатолий Храпатый и Евгений Чернов и другие. А учащийся Атбасарского техникума сельского хозяйства Виктор Лебедев стал мастером спорта международного класса. В сборной страны Анатолий Храпатый в 1980 году в Мелитополе становится чемпионом СССР среди юношей и включается в состав сборной команды страны. Затем следуют победы на чемпионатах мира среди юниоров в Сан-Марино, чемпионатах СССР и мира.
Воспитал более 40 мастеров спорта, 6 мастеров спорта международного класса и заслуженного мастера спорта СССР — Анатолия Храпатого — Олимпийского чемпиона (1988), серебряного призёра Олимпиады (1996), пятикратного чемпиона мира.
Чемпионами и призёрами РК стали Асхат Ишембаев, Юрий Лябин, Ашот Эвоян, Федор Данилов и другие.
Умер 29 июля 2023 года. Похоронен на Новом кладбище Астаны.